# Catasticta albofasciata
Catasticta albofasciata är en fjärilsart som beskrevs av Percy I. Lathy och Rosenberg 1912. Catasticta albofasciata ingår i släktet Catasticta och familjen vitfjärilar. Inga underarter finns listade i Catalogue of Life.